# Brownwood
|  | Per a altres significats, vegeu «Lake Brownwood». |

Brownwood és una població del Comtat de Brown a l'estat de Texas (Estats Units d'Amèrica)

## Demografia
Segons el cens del 2000 tenia 20.407 habitants.
Segons el cens del 2000, Brownwood tenia 18.813 habitants, 7.110 habitatges, i 4.664 famílies. La densitat de població era de 576,5 habitants/km².
Dels 7.110 habitatges en un 32,2% hi vivien nens de menys de 18 anys, en un 48,5% hi vivien parelles casades, en un 13,7% dones solteres, i en un 34,4% no eren unitats familiars. En el 30,1% dels habitatges hi vivien persones soles el 13,8% de les quals corresponia a persones de 65 anys o més que vivien soles. El nombre mitjà de persones vivint en cada habitatge era de 2,46 i el nombre mitjà de persones que vivien en cada família era de 3,05.
Per edats la població es repartia de la següent manera: un 27,5% tenia menys de 18 anys, un 12,8% entre 18 i 24, un 24,3% entre 25 i 44, un 19,2% de 45 a 60 i un 16,2% 65 anys o més.
L'edat mediana era de 33 anys. Per cada 100 dones de 18 o més anys hi havia 84,1 homes.
La renda mediana per habitatge era de 27.325$ i la renda mediana per família de 33.991$. Els homes tenien una renda mediana de 29.090$ mentre que les dones 18.905$. La renda per capita de la població era de 14.158$. Aproximadament el 18,2% de les famílies i el 21,4% de la població estaven per davall del llindar de pobresa.

## Poblacions properes
El següent diagrama mostra les poblacions més properes.